# Kostel Panny Marie Matky jednoty křesťanů (Tavíkovice)
Kostel Panny Marie Matky jednoty křesťanů se nachází na návrší v centru obce Tavíkovice. Je to farní kostel římskokatolické farnosti Běhařovice. Jde o jednolodní novodobý zděný kostel postavený na přelomu 20. a 21. století, do roku 2008 byl nejmladším kostelem v okrese Znojmo, v roce 2008 byl postaven kostel svatého Ducha v Šumné, ten se tak stal nejmladším kostelem.

## Historie
V obci se plánoval postavit nový kostel již v době po první světové válce, k tomu ale nedošlo. Další pokusy o stavbu kostela proběhly v roce 1969, kdy již bylo připraveno i stavební místo a všechny náležitosti, ale z důvodu příchodu normalizace a zákazu budování církevních staveb se kostel nepodařilo vybudovat. V roce 1993 však bylo opět vydáno stavební povolení ke stavbě kostela, které bylo později zrušeno a znovu obnoveno až 25. září 1995. Dne 21. května téhož roku byl základní kámen pro stavbu kostela požehnán Janem Pavlem II. a na jaře 1996 začaly stavby základů kostela. 
Základní kámen pak byl položen 1. června 1997 a umístěn je poblíž vchodu do kostela. Stavbu a projekt mezi lety 1994 a 2002 vedli architekti Vladimír Šlapeta a Jiří Mojžíš a celkové náklady dosáhly přibližně 8 milionů Kč. Při stavbě bylo nutné nehotovou budovu v roce 1998 zakrýt, byly získány příspěvky dárců z celé republiky a stavba byla v roce 1998 provizorně pokryta měděnou střechou, v roce 1999 pak byla střecha lodi dokončena a byla zastřešena termálním dvojsklem. Kostel pak byl 18. května 2002 vysvěcen Vojtěchem Cikrlem. O stavbu se zasloužil dlouholetý běhařovický kněz Josef Fiala (v Běhařovicích sloužil od roku 1956 do 2008).